# Лесное (Саратовская область)
Лесно́е — село в Балашовском районе Саратовкой области. Административный центр Лесновского сельского поселения.

## География
Село находится на берегу реки Хопёр.

### Часовой пояс
Село Лесное, как и вся Саратовская область, находится в часовой зоне МСК+1. Смещение применяемого времени относительно UTC составляет +4:00.

## История
В 1961 году указом Президиума Верховного Совета РСФСР село Свинуха переименовано в Лесное.

## Население
| 2002 | 2010 |
| ---- | ---- |
| 825  | ↘632 |

## Улицы
| - ул. Будённого, - ул. Ворошилова, - ул. Калинина, - ул. Карла Маркса, | - ул. Кирова, - ул. Ленина, - ул. Первомайская, - ул. Советская. |